# Tmarus shimojanai
Tmarus shimojanai är en spindelart som beskrevs av Ono 1997. Tmarus shimojanai ingår i släktet Tmarus och familjen krabbspindlar. Inga underarter finns listade i Catalogue of Life.